# Ondřej Pavelec
Ondřej Pavelec (* 31. srpna 1987 Kladno) je bývalý český profesionální hokejový brankář. V Severní Americe hrál od roku 2005, v NHL působil převážně v klubech Atlanta Thrashers a Winnipeg Jets. V roce 2018 ukončil aktivní hráčskou kariéru. Od června 2023 je asistentem trenéra a trenérem brankářů A-týmu české hokejové reprezentace.

## Soukromý život
Je také členem týmu Real TOP Praha, v jehož dresu se zúčastňuje charitativních zápasů a akcí.

## Hráčská kariéra
Ve vstupním draftu 2005 CHL byl vybrán v prvním kole týmem Cape Breton Screaming Eagles (QMJHL). Hrál zde dvě sezóny a pomohl klubu dostat se do semifinále v sezóně 2006/2007. Pavelec byl obsazen do prvního All-Star teamu v obou sezónách, a také dvakrát vyhrál Jacques Plante Trophy (trofej pro gólmana s nejmenším průměrem obdržených gólů v sezóně), čímž se stal čtvrtým gólmanem, kterému se to povedlo. Jako nováček si odnesl také Raymond Legacé Trophy a RDS Trophy, která byla přidělena nejlépe bránícímu nováčkovi a druhá za nováčka roku. Jeho výkony byly velmi vyrovnané v průběhu obou sezón, s průměrem 2,51 obdržené branky na zápas a s úspěšností 92,9 % v sezóně 2005/2006 a v další sezóně 2006/2007 s průměrem 2,25 obdržené branky na zápas a s úspěšností 90,8 %. Pavelec byl druhá volba Atlanty Thrashers v draftu 2005 (celkově 41.).

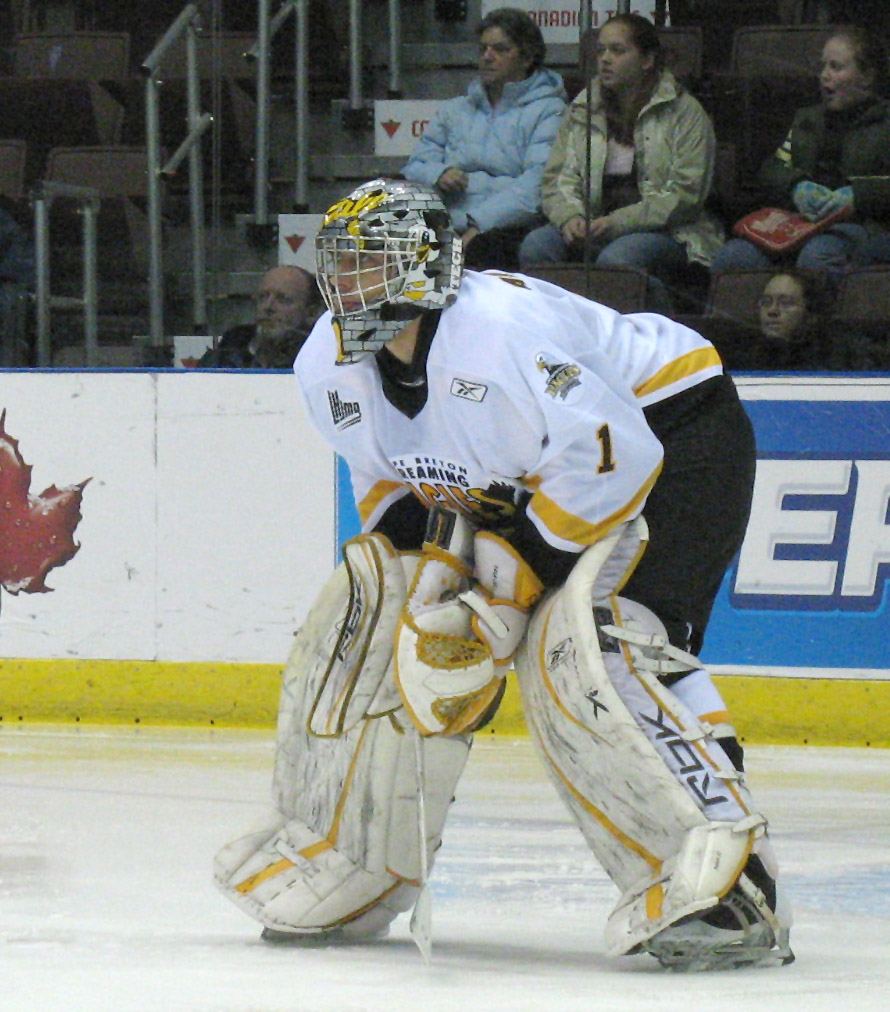
Ondřej Pavelec v týmu Cape Breton Screaming Eagles

V roce 2007 podepsal kontrakt s Thrashers. Ve finále Západní konference AHL 18. května 2008 Pavelec udržel čisté konto ve druhém zápase série proti Torontu Marlies, zápas skončil 5:0. Série nakonec skončila 4:1 pro Chicago Wolves. Chicago Wolves následně porazili Wilkes-Barre/Scranton Penguins ve finálové sérii 4:2 a vyhráli Calder Cup. Pavelec jako třetí gólman v historii soutěže vychytal v rámci playoff maximálně možný počet 16 vítězství, od té doby na to navázal pouze Michal Neuvirth.
Svůj první zápas v NHL odehrál 20. října 2007 proti Tampa Bay Lightning a jeho první vítězství bylo také proti Tampě Bay 3. listopadu 2007. Po devíti zápasech v sezóně 2008/2009 za Chicago Wolves byl povolán zpět do NHL kvůli zranění Kariho Lehtonena. Natrvalo se usídlil v brance Thrashers, kde se pravidelně střídal s Johanem Hedbergem. Svoje první čisté konto v NHL udržel dne 13. listopadu 2009 v zápase proti Los Angeles Kings, zápas skončil vítězstvím Thrashers 7:0. Druhé čisté konto udržel dne 24. listopadu v zápase proti Detroit Red Wings, Thrashers vyhráli 2:0. Před sezonou 2010/2011 Trashers vyměnili Johana Hedberga do New Jersey Devils. Místo něho přišel Chris Mason ze St. Louis Blues, avšak Pavelec byl jmenován jasnou jedničkou. Při prvním startu 8. října 2010 zkolaboval a ztratil vědomí během zápasu proti Washington Capitals. Byl na nosítkách převezen do nemocnice. Mezitím Thrashers vyhráli 4:2. Lékaři provedli desítky vyšetření, ale nic závažného nezjistili. Propuštěn z nemocnice byl 11. října 2010 a 30. října 2010 se znovu postavil do brány proti St. Louis Blues. Po návratu se mu podařilo došplhat na pozici 2. nejlepšího brankáře NHL a dosáhl rekordního počtu vítězství, když vyhrál 6 zápasů v řadě a celkem 8 z 10 utkání. Během sezóny byl vyhlášen jednou 3. hvězdou utkání, sedmkrát 2. hvězdou utkání a sedmkrát 1. hvězdou utkání. Dne 31. května společnost True North Sports and Entertainment oznámila, že se klub Atlanta Thrashers bude stěhovat do Winnipegu a po 15 letech se znovuzrodí klub Winnipeg Jets. To, že si Winnipeg nechá původní jméno „Jets“, bylo oznámeno na speciálním draftu v Minnesotě. Zároveň se klub stal sedmým kanadským klubem v NHL. V první sezóně s Winnipegem Jets byl během sezóny vyhlášen čtyřikrát 3. hvězdou utkání, desetkrát 2. hvězdou utkání a šestkrát 1. hvězdou utkání. Na konci sezóny vyhrál cenu Three Stars Award. Byl oceněn díky své solidní hře a skvělým zákrokům a také díky tomu, že byl ve dvanácti případech vyhlášen hvězdou domácích utkání, z toho pětkrát první hvězdou. Dne 25. června 2012 podepsal Pavelec s Winnipegem Jets nový pětiletý kontrakt, který mu přinese 19,5 milionů dolarů. Na začátku sezony 2012–2013 nastupoval při výluce NHL za tým Bílí tygři Liberec, za který odchytal 14 utkání. Působil zde od konce září do listopadové reprezentační pauzy. Poté se vydal do zámoří, kde se chtěl připravovat na další ročník NHL, avšak výluka stále pokračovala, a proto podepsal smlouvu na 6 zápasů s finským týmem Pelicans Lahti, hrajícím v nejvyšší finské hokejové soutěži (SM-liiga). V té době tam působil i Pavelcův kamarád Radek Smoleňák. Pavelec se také stihl v reprezentačním dresu zúčastnit listopadového Karjala Cupu ve Finsku, kde ovládl brankářské statistiky, i prosincového Channel One Cupu v Rusku.
Sezóna 2014/2015 byla pro Pavelce zatím nejlepší sezónou v jeho kariéře v NHL, především podle čísel. Měl úspěšnost zákroků 92 %, 2,28 obdržených gólů za zápas a 5 čistých kont, v žádné sezóně předtím nevychytal tolik čistých kont. V této sezóně se také poprvé po přestěhování z Atlanty podařilo Winnipegu Jets postoupit do vyřazovacích bojů. Play-off se vrátilo do města po dlouhých 19 letech, zároveň s tím se vrátila také tradice white out, která vznikla právě ve Winnipegu. Pavelec měl velký podíl na postupu týmu do vyřazovacích bojů, když v březnu a dubnu z 13 odehraných zápasů vyhrál 9 utkání, pouze 3 prohrál a jednou prohrál na nájezdy. Zároveň vytvořil rekord v rámci týmu Winnipeg Jets, a to tím, že udržel třikrát po sobě čisté konto a neinkasoval gól po dobu 187 minut a 5 sekund. Jets vypadli v play-off už v prvním kole, když prohráli v sérii s týmem Anaheim Ducks 0:4 na zápasy.
V sezóně 2015/2016 stihl Pavelec odchytat během podzimu pouze 15 utkání. Na vině bylo zranění kolene, které si přivodil 21. listopadu 2015 v zápase proti Arizoně Coyotes, a to po kolizi s Shanem Doanem. Předpokládaný návrat Pavelce do branky byl někdy v průběhu ledna 2016, a proto byl mezitím povolán z farmy Connor Hellebuyck. Avšak nakonec byl Pavelec aktivován z listiny zraněných hráčů až 12. února a Hellebuyck byl tak poslán zpět do Manitoby Moose.  Po sezoně 2016/2017 mu ale Winnipeg novou smlouvu nenabídl, a tak se na rok upsal New York Rangers, kde dělal dvojku Henriku Lunqvistovi. Po skončení ročníku 2017/2018 zůstal bez angažmá. Dne 20. září 2018 oznámil konec hokejové kariéry, a to i přesto, že byl o něj zájem o české extralize nebo v KHL.

## Reprezentace

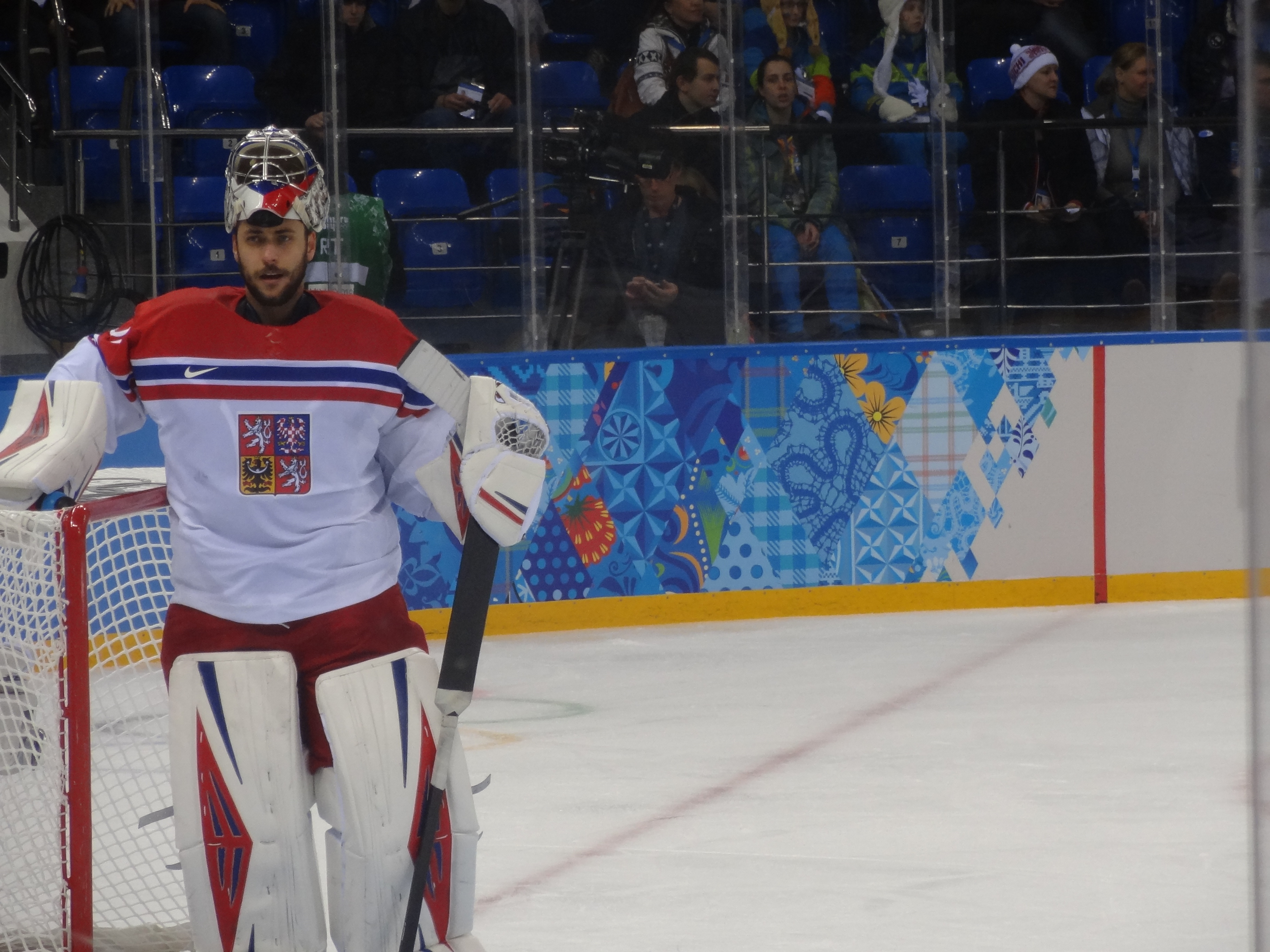
Ondřej Pavelec na Zimních olympijských hrách v Soči 2014

Od 17 let pravidelně oblékal dres mládežnických výběrů, byl jedničkou na Mistrovství světa do 18 let 2005 v Plzni a Českých Budějovicích, kde tým skončil po prohrané bronzové bitvě proti Švédsku na čtvrtém místě. Pavelec v základní části tohoto turnaje inkasoval pouze šest gólů ve čtyřech zápasech a to mu bilanci ještě notně pokazil smolný duel se Spojenými státy. V roce 2006 na Mistrovství světa juniorů byl pouze jako náhradník. V roce 2007 nastoupil na Mistrovství světa dvacetiletých, kde česká reprezentace získala 5. místo.
Jeho premiéra v seniorském týmu české reprezentace se uskutečnila 29. dubna 2010 na LG Hockey Games ve Švédsku. Český tým tento zápas proti Švédsku vyhrál až po samostatných nájezdech, kde Pavelec neinkasoval ani jeden gól. Po skončení turnaje byl Pavelec vyhlášen nejlepším brankářem turnaje a byl obsazen do All-Star-Teamu. Jako dvojka se objevil po boku Tomáše Vokouna na Mistrovství světa 2010, kde odchytal jeden zápas proti Norsku. Roli jedničky si vyzkoušel o rok později na Mistrovství světa 2011 na Slovensku. Umístil se na třetím místě v hodnocení nejlepších brankářů turnaje s 1,88 gólů na zápas a úspěšností zákroků 93,93 %. Na tomto turnaji si také připsal 2 čistá konta, v zápase proti Dánsku český výběr zvítězil 6:0 a ve čtvrtfinálovém zápase Česko zvítězilo proti kádru USA 4:0. Zachytal si také na Mistrovství světa 2013, které se konalo ve Finsku a Švédsku. Česko na tomto turnaji skončilo ve čtvrtfinále, kde podlehlo švýcarské hokejové reprezentaci 1:2. V roce 2015 se zúčastnil domácího mistrovství v Praze a Ostravě. Na tomto turnaji začínal jako dvojka, avšak ve druhém zápase proti Lotyšsku střídal Alexandra Saláka a do konce mistrovství ho do branky už nepustil. Česko skončilo na turnaji na čtvrtém místě, když v souboji o bronzové medaile prohrálo s hokejovým výběrem USA 0:3.
Pavelec se také zúčastnil Zimních olympijských her 2010, které se konaly v kanadském Vancouveru. Tam plnil roli dvojky po boku Tomáše Vokouna. V roce 2014 ho Alois Hadamczik nominoval na zimní olympiádu v Soči, kde sice první zápas proti Švédsku odseděl pouze na tribuně, ale následně odchytal všechny zbylé zápasy českého výběru proti Lotyšsku, Švýcarsku, Slovensku a čtvrtfinále proti USA, kterému Česko podlehlo 2:5 a skončilo tak opět bez medaile.

## Individuální úspěchy
- 2005 – Člen All-Star Týmu na MS do 18 let[14]
- 2005 – Nejlepší brankář na MS do 18 let[15]
- 2006 – Raymond Lagacé Trophy pro nejlepšího obránce nebo brankáře mezi nováčky v QMJHL
- 2006 – RDS Cup pro nejlepšího nováčka v QMJHL
- 2006 – Jacques Plante Memorial Trophy pro brankáře s nejnižším průměrem inkasovaných branek v QMJHL
- 2006 – První QMJHL All-Star Team
- 2006 – CHL All-Rookie Team
- 2006 – QMJHL All-Rookie Team
- 2007 – První QMJHL All-Star Team
- 2007 – Jacques Plante Memorial Trophy pro brankáře s nejnižším průměrem inkasovaných branek v QMJHL
- 2008 – Nejlepší brankář měsíce února a října 2008 v AHL[16]
- 2010 – 1. NHL hvězda týdne končícího 28. listopadu 2010[17]
- 2015 – 1. NHL hvězda týdne končícího 22. března 2015[18]
- 2015 – 2. NHL hvězda týdne končícího 12. dubna 2015[19]

## Prvenství

### NHL
- Debut – 20. října 2007 (Tampa Bay Lightning proti Atlanta Thrashers)
- První inkasovaný gól – 20. října 2007 (Tampa Bay Lightning proti Atlanta Thrashers, českým útočníkem Václavem Prospalem)
- První čisté konto – 13. listopadu 2009 (Atlanta Thrashers proti Los Angeles Kings) [20]

### ČHL
- Debut – 21. září 2012 (HC Mountfield proti Bílí Tygři Liberec)
- První inkasovaný gól – 21. září 2012 (HC Mountfield proti Bílí Tygři Liberec, českým útočníkem Pavlem Kašpaříkem)

## Statistiky

### Základní části
| Sezona       | Tým                          | Liga         | Z   | V   | P   | Pvp | MIN    | OG    | ČK | POG  | %ChS |
| ------------ | ---------------------------- | ------------ | --- | --- | --- | --- | ------ | ----- | -- | ---- | ---- |
| 2002–03      | HC Vagnerplast Kladno        | ČHL-18       | 9   | 5   | 4   | 0   | 472    | 18    | 0  | 2.29 | .913 |
| 2003–04      | HC Rabat Kladno              | ČHL-18       | 38  | 25  | 7   | 6   | 2079   | 77    | 3  | 2.22 | .922 |
| 2004–05      | HC Rabat Kladno              | ČHL-20       | 39  | 24  | 11  | 4   | 2218   | 85    | 7  | 2.30 | .930 |
| 2004–05      | HK Lev Slaný                 | 2.ČHL        | 1   | 0   | 1   | 0   | 60     | 4     | 0  | 4.00 | —    |
| 2005–06      | Cape Breton Screaming Eagles | QMJHL        | 47  | 28  | 17  | 2   | 2578   | 108   | 3  | 2.51 | .929 |
| 2006–07      | Cape Breton Screaming Eagles | QMJHL        | 43  | 28  | 11  | 0   | 2335   | 98    | 1  | 2.52 | .908 |
| 2007–08      | Chicago Wolves               | AHL          | 52  | 33  | 16  | 3   | 3033   | 140   | 2  | 2.77 | .911 |
| 2007–08      | Atlanta Thrashers            | NHL          | 7   | 3   | 3   | 0   | 347    | 18    | 0  | 3.11 | .905 |
| 2008–09      | Chicago Wolves               | AHL          | 40  | 18  | 20  | 2   | 2417   | 104   | 3  | 2.58 | .914 |
| 2008–09      | Atlanta Thrashers            | NHL          | 12  | 3   | 7   | 0   | 599    | 36    | 0  | 3.61 | .880 |
| 2009–10      | Atlanta Thrashers            | NHL          | 42  | 14  | 18  | 7   | 2317   | 127   | 2  | 3.29 | .906 |
| 2010–11      | Atlanta Thrashers            | NHL          | 58  | 21  | 23  | 9   | 3225   | 147   | 4  | 2.73 | .914 |
| 2010–11      | Chicago Wolves               | AHL          | 1   | 0   | 1   | 0   | 58     | 3     | 0  | 3.10 | .864 |
| 2011–12      | Winnipeg Jets                | NHL          | 69  | 29  | 28  | 9   | 3932   | 191   | 4  | 2.91 | .906 |
| 2012–13      | Bílí Tygři Liberec           | ČHL          | 14  | 4   | 10  | 0   | 772    | 45    | 0  | 3.50 | .896 |
| 2012–13      | Lahti Pelicans               | SM-l         | 6   | —   | —   | —   | —      | —     | —  | 2.68 | .912 |
| 2012–13      | Winnipeg Jets                | NHL          | 44  | 21  | 20  | 3   | 2553   | 119   | 0  | 2.80 | .905 |
| 2013–14      | Winnipeg Jets                | NHL          | 57  | 22  | 26  | 7   | 3248   | 163   | 1  | 3.01 | .901 |
| 2014–15      | Winnipeg Jets                | NHL          | 50  | 22  | 16  | 8   | 2838   | 108   | 5  | 2.28 | .920 |
| 2015–16      | Winnipeg Jets                | NHL          | 33  | 13  | 13  | 4   | 1900   | 88    | 1  | 2.78 | .904 |
| 2016–17      | Manitoba Moose               | AHL          | 18  | 8   | 7   | 2   | 1059   | 49    | 0  | 2.78 | .917 |
| 2016–17      | Winnipeg Jets                | NHL          | 8   | 4   | 4   | 0   | 442    | 26    | 0  | 3.55 | .888 |
| 2017–18      | New York Rangers             | NHL          | 19  | 4   | 9   | 1   | 904    | 46    | 1  | 3.05 | .910 |
| Celkem v NHL | Celkem v NHL                 | Celkem v NHL | 398 | 156 | 167 | 48  | 22,303 | 1,069 | 18 | 2.88 | .907 |

### Play-off
| Sezona       | Tým                          | Liga         | Z  | V  | P | MIN  | OG | ČK | POG  | %ChS  |
| ------------ | ---------------------------- | ------------ | -- | -- | - | ---- | -- | -- | ---- | ----- |
| 2002–03      | HC Vagnerplast Kladno        | ČHL-18       | 1  | 0  | 0 | 1    | 0  | 0  | 0.00 | 1.000 |
| 2003–04      | HC Rabat Kladno              | ČHL-18       | 2  | 0  | 2 | 67   | 7  | 0  | 6.27 | .696  |
| 2004–05      | HC Rabat Kladno              | ČHL-20       | 10 | 6  | 4 | 587  | 24 | 1  | 2.45 | .920  |
| 2005–06      | Cape Breton Screaming Eagles | QMJHL        | 9  | 4  | 5 | 506  | 19 | 0  | 2.25 | .926  |
| 2006–07      | Cape Breton Screaming Eagles | QMJHL        | 16 | 11 | 5 | 970  | 37 | 2  | 2.29 | .920  |
| 2007–08      | Chicago Wolves               | AHL          | 24 | 16 | 8 | 1438 | 56 | 2  | 2.34 | .921  |
| 2014–15      | Winnipeg Jets                | NHL          | 4  | 0  | 4 | 241  | 15 | 0  | 3.73 | .891  |
| Celkem v NHL | Celkem v NHL                 | Celkem v NHL | 4  | 0  | 4 | 241  | 15 | 0  | 3.73 | .891  |

### Reprezentace
| Rok                    | Tým                    | Soutěž                 | Z  | V  | P | R | MIN  | OG | ČK | POG  | %ChS |
| ---------------------- | ---------------------- | ---------------------- | -- | -- | - | - | ---- | -- | -- | ---- | ---- |
| 2005                   | Česko 18               | MS-18                  | 7  | 4  | 3 | 0 | 376  | 13 | 1  | 2.07 | .932 |
| 2007                   | Česko 20               | MSJ                    | 5  | 2  | 3 | 0 | 275  | 15 | 0  | 3.28 | .890 |
| 2010                   | Česko                  | MS                     | 1  | 0  | 1 | 0 | 59   | 3  | 0  | 3.05 | .800 |
| 2011                   | Česko                  | MS                     | 8  | 7  | 1 | 0 | 479  | 15 | 2  | 1.88 | .939 |
| 2013                   | Česko                  | MS                     | 5  | 3  | 2 | 0 | 297  | 7  | 0  | 1.42 | .938 |
| 2014                   | Česko                  | OH                     | 4  | 2  | 2 | 0 | 209  | 10 | 0  | 2.87 | .889 |
| 2015                   | Česko                  | MS                     | 9  | 6  | 3 | 0 | 517  | 17 | 1  | 1.97 | .912 |
| Seniorská reprezentace | Seniorská reprezentace | Seniorská reprezentace | 27 | 18 | 9 | 0 | 1561 | 52 | 3  | 2.00 | .920 |